# Charax pauciradiatus
Charax pauciradiatus és una espècie de peix de la família dels caràcids i de l'ordre dels caraciformes.

## Morfologia
- Els mascles poden assolir 10,1 cm de llargària total i són molt més petits que les femelles.[5]

## Reproducció
Té lloc durant l'estació de pluges: els ous són dipositats entre la vegetació i llur incubació dura 30 hores.

## Alimentació
Els alevins menors de 6 cm es nodreixen de larves de quironòmids i, en menor mesura, de cladòcers. Després, i en ordre de preferència, mengen gambes, crisàlides d'odonats, i alevins dels gèneres Ctenobrycon i Curimata.

## Hàbitat
Viu en zones de clima tropical entre 22 °C - 27 °C de temperatura.

## Distribució geogràfica
Es troba a Sud-amèrica: Surinam i conca del riu Amazones al Brasil.